# 蒙馬特遺書
《蒙馬特遺書》（英語：Last Words from Montmartre），為台灣作家邱妙津的長篇小說作品，於1995年3月中旬至6月撰寫，作者於同年6月底自殺身亡，為邱妙津生涯最後一部小說作品，本書於1996年由聯合文學出版。

## 內容概要
《蒙馬特遺書》是邱妙津在法國就讀心理研究所時期所書寫，全書由二十書（或可說是二十一書，其中〈第十七書〉出現兩次）與首尾兩篇「見證」組成，用書信與日記體寫成，內容穿插了邱妙津個人回憶或對藝術作品的想法和生活瑣事的記錄。在章節次序上，邱妙津於扉頁備註，各書之間並無直接的關係，為手記性質。

## 評價與評論
長庚科技大學通識教育中心副教授朱芳玲認為：「書信作為一種自我展示或向他人展示的工具，將寫信人邱妙津與收信人的話語加以同化和轉化（主體化），寫信/書寫的過程，因此是邱妙津主體化自我的過程，它所要召喚的，並非永恆理想的愛情，而是邱妙津的『自我影像』。」
國立台灣師範大學台灣語言學系副教授曾秀萍總結本書：「《蒙馬特遺書》雖以『遺書」』為名，但卻是不折不扣的『情書』」。